# مارك هوارد (صحفي)
مارك هوارد (بالإنجليزية: Marc Howard)‏ هو صحفي أمريكي، ولد في 13 فبراير 1937 في شارون في الولايات المتحدة.